# Columbo: Momentaufnahme für die Ewigkeit
Momentaufnahme für die Ewigkeit (Originaltitel: Negative Reaction) ist eine erstmals im Rahmen der NBC-Sunday-Mystery-Movie-Serie gesendete Episode der Kriminalfilm-Reihe Columbo aus dem Jahr 1974. Die deutschsprachige Erstausstrahlung der zweiten Folge der vierten Staffel folgte 1978 im Deutschen Fernsehen. Der US-amerikanische Schauspieler Dick Van Dyke verkörpert als Fotograf und Doppelmörder Paul Galesko den Gegenspieler von Inspektor Columbo, dargestellt von Peter Falk.

## Handlung
Der mit dem Pulitzer-Preis ausgezeichnete Fotograf Paul Galesko wird seit Jahren von seiner tyrannischen Ehefrau Frances beherrscht. Sein ausgeklügelter Plan sieht vor, die wohlhabende Partnerin zu ermorden und die Tat dem kürzlich entlassenen Häftling Alvin Deschler anzulasten, den er im Rahmen seiner Arbeit an einer fotografischen Studie über das Leben im Gefängnis San Quentin kennengelernt hat. Im Vorfeld erhält der gutmütige Deschler von Galesko den Auftrag, zum Verkauf stehende Ferienhäuser auf dem Land zu besichtigen und Fotos potenziell lohnender Motive mithilfe einer Sofortbildkamera zu machen. Galesko verschafft sich Zugang zu Deschlers Motelzimmer und nimmt den Fotoapparat an sich. Nachdem er sich selbst einen fingierten Erpresserbrief geschickt hat, fährt er vormittags um 10:00 Uhr gemeinsam mit seiner nörgelnden Frau zur neu erworbenen Ranch. Unvermittelt fesselt er sie an einen Stuhl, platziert eine um vier Stunden vorgestellte Uhr auf dem Kaminsims und fertigt Aufnahmen mit der entwendeten Kamera an. Danach nimmt er kurzerhand eine Waffe aus seiner Aktentasche und tötet Frances kaltblütig. Um sich ein Alibi zu verschaffen, ruft er auf dem Rückweg von einer Tankstelle aus seine attraktive Assistentin Lorna McGrath an und sagt eine geschäftliche Verabredung unter einem Vorwand ab. Anschließend trifft er sich mit Deschler und bittet um ein baldiges Treffen auf einem verlassenen Schrottplatz. Als Deschler wie vereinbart am nächsten Vormittag anruft, um den genauen Termin zu erfahren, erweckt Galesko – von seiner Haushälterin argwöhnisch belauscht – den Eindruck, Anweisungen von den Entführern seiner Frau entgegenzunehmen. Bevor er die gestohlene Kamera zusammen mit den Zeitungen, aus denen er die Buchstaben für den Brief ausgeschnitten hat, zurück zum Motel bringt, beschafft Galesko das Lösegeld bei seinem Verleger. Am Nachmittag erscheint er mit Verspätung am Treffpunkt und zeigt Deschler die Botschaft des vermeintlichen Entführers sowie das Foto der Geisel. Dabei stellt er sicher, dass der ahnungslose Komplize seine Fingerabdrücke auf beiden Beweisstücken hinterlässt. Kurz darauf erschießt er Deschler und legt die Mordwaffe, mit der er Frances umgebracht hat, in die Hand des Toten. Um den vorgetäuschten Schusswechsel glaubhaft zu machen, bringt er sich selbst eine Fleischwunde im Oberschenkel bei. Auf dem mühsamen Rückweg zum Wagen wird er von dem betrunkenen Obdachlosen Thomas Dolan überrascht, der die Schüsse gehört hat und daraufhin die Polizei alarmiert.
Für die ermittelnden Beamten scheint der Fall offensichtlich: Der wegen Erpressung bereits vorbestrafte Deschler hat Frances entführt und an einen abgelegenen Ort gebracht. Zur Abwicklung der Geldübergabe rief er von seinem Motelzimmer aus den Ehemann des Opfers an, wo eindeutige Spuren für die Vorbereitung der Tat sichergestellt werden. Auf dem Schrottplatz kam es dann zu einem Handgemenge, bei dem Galesko seinen Kontrahenten in Notwehr erschossen hat. Trotz der erdrückenden Beweislage regen sich bei Inspektor Columbo jedoch erste Zweifel am Ablauf des Geschehens. Warum hat Deschler gemäß Aussage des Motelmanagers den Fotoapparat als gestohlen gemeldet und damit die Aufmerksamkeit unnötigerweise auf sich gelenkt? Weshalb hat Galesko den Entführer leichtfertig erschossen, bevor dieser ihm den Aufenthaltsort seiner Frau mitteilen konnte? Wieso befinden sich durch Pulverexplosion verursachte Verbrennungen am Hosenbein und an der Wunde des Verletzten, obwohl der Entführer mutmaßlich nicht direkt neben ihm stand? Und aus welchem Grund notierte sich Galesko zwar die leicht zu merkende Lösegeldsumme, aber nicht die ihm unbekannte Adresse des Münztelefons, zu dem er angeblich geschickt worden ist, bevor er verspätet den Schrottplatz erreichte? Als Frances’ Leiche am nächsten Tag aufgefunden wird, deuten die Indizien am Tatort ebenfalls auf Deschler als Täter hin. Der Immobilienmakler Calvin McGruder bestätigt den Verkauf des Anwesens, vermutet aber, der Interessent habe im Auftrag einer dritten Person gehandelt. Darüber hinaus findet Columbo zwei zerknüllte Fotos der gefesselten Frau, die Galesko achtlos in den Kamin geworfen hat, weil sie seinen Qualitätsansprüchen nicht genügten. Später sucht er Dolan in einer kirchlichen Einrichtung auf, der zu Protokoll gegeben hat, dass zwischen dem ersten und zweiten Schuss ein gewisser Zeitabstand lag. Bedauerlicherweise kann sich der Ohrenzeuge aufgrund seines Rauschzustandes weder an seine Aussage noch an ergänzende Details erinnern. Weitere Recherchen führen den Inspektor in ein Fotofachgeschäft, in dem Deschler die Kamera gekauft hat. Dort bringt ihn ein Foto, auf dem dasselbe Motiv nebeneinander als Positiv und Negativ abgebildet ist, auf eine Idee.
Derweil verdichten sich für Columbo die Hinweise auf einen Komplizen, der seinen Begleiter für dessen Dienste bezahlt hat. Zudem ließ sich Deschler wiederholt mit einem Taxi befördern. Genau am Tag der Entführung mietete er sich einen preiswerteren Wagen. Der Inspektor findet heraus, dass der Ex-Häftling keinen Führerschein besaß und erst am selben Morgen die erforderliche Fahrprüfung absolvierte. Unklar bleibt, warum Deschler ein solches Risiko einging, denn ohne Fahrerlaubnis wäre sein Vorhaben zum Scheitern verurteilt gewesen. Nach der Durchsicht des Bildbandes über das Gefängnis weiß der Inspektor von der Bekanntschaft zwischen Galesko und Deschler. Der Verdächtige wird zur Befragung in die Asservatenkammer des Polizeipräsidiums gebracht. Während Columbo an einem Schreibtisch mit Zeitungsausschnitten beschäftigt ist, beschuldigt er Galesko unumwunden, Deschler als willigen Helfer ausgenutzt und beide Morde begangen zu haben. Ein zusätzlicher Anhaltspunkt für die Nichtbeteiligung des Ermordeten an der Tat seien die fehlenden Papierschnipsel im Motelzimmer, die beim Ausschneiden der Buchstaben für die Nachricht des Entführers hätten zweifellos entstehen müssen. Ferner habe Deschler im Gegensatz zu Galesko ein Alibi für die Tatzeit, da er am Vormittag seine Fahrprüfung abgelegt hat. Zur Untermauerung dieser Behauptung zeigt der Inspektor einen vergrößerten, aber spiegelverkehrten Bildabzug von Frances mit der zufälligerweise korrekten Uhrzeit im Hintergrund. Galesko durchschaut zunächst den plumpen Versuch, ihn mit gefälschten Beweisen hereinzulegen und besteht auf einem Vergleich mit dem Originalfoto. Doch Columbo gibt vor, die einzige Vorlage bei der Filmentwicklung versehentlich zerstört zu haben. Zielsicher steuert Galesko auf das Regal mit den Verwahrstücken zu und greift in Gegenwart von drei Zeugen aus mehreren Geräten den für die Tat verwendeten Fotoapparat heraus, damit er seine Darstellung mit dem noch verfügbaren Filmnegativ untermauern kann. Zu spät folgt die Erkenntnis, dass er sich mit seinem Täterwissen bei der Identifikation des Beweisstückes selbst belastet hat.

## Hintergrund
Für die letzten fünf Episoden der vierten Staffel wurde Everett Chambers als Produzent eingesetzt, der bereits für zwei Folgen der ersten Staffel verantwortlich war. Seine Entscheidungen bedurften nicht mehr nur der Zustimmung des Produktionsunternehmens Universal Television sowie der leitenden Produzenten Dean Hargrove und Roland Kibbee, sondern mussten auch mit dem auftraggebenden Sender NBC und Peter Falk persönlich abgestimmt werden. Insbesondere die Besetzung des Antagonisten gestaltete sich schwierig. Falk favorisierte Peter Sellers, dessen Gagenforderung von 360.000 US-Dollar aber unerfüllbar war. NBC schlug Glenn Ford und Omar Sharif vor, doch auch ihre finanziellen Ansprüche von 50.000 beziehungsweise 100.000 US-Dollar hätten das Budget zu stark belastet. Andere prominente Schauspieler wie Tony Curtis und Maximilian Schell waren ebenfalls im Gespräch. In einem ersten Konsens verständigten sich die Vertragsparteien auf John Cassavetes, der als langjähriger Freund von Falk in der Premierenepisode Etüde in Schwarz der zweiten Staffel mitgespielt hatte. Mangels Interesse des Darstellers einigte man sich schließlich auf Dick Van Dyke. Chambers erklärte: “I’d seen him in a movie where he played a recovering alcoholic (The Morning After), which he was, and he was very good. He’d just come off his show (The New Dick Van Dyke Show). He was a star. I knew he could act. He did a Hitchcock (Presents), so I knew him to be a competent actor. And I thought it was a kind of a coup. Most people thought I was crazy. But he was very good in it.” (deutsch: „Ich hatte ihn in einem Film gesehen, in dem er einen genesenden Alkoholiker spielte (Der Morgen danach), was er auch in Wirklichkeit war, und er agierte sehr gut. Er kam gerade von seiner Show (The New Dick Van Dyke Show). Er war ein Star. Ich wusste, dass er schauspielen konnte. Er trat bei Alfred Hitchcock präsentiert auf, daher wusste ich, dass er ein fähiger Schauspieler ist. Und ich war der Überzeugung, es sei eine Art Coup. Die meisten Leute dachten, ich sei verrückt. Aber er war sehr gut in der Rolle.“)
Während der Dreharbeiten lag Falk einmal mehr im Streit mit den Geldgebern von Universal hinsichtlich seiner Vergütung und anderer produktionsbegleitenden Leistungen. Seine Unzufriedenheit erstreckte sich zudem auf die weitschweifigen Drehbücher, die eine reine Laufzeit von etwa 90 Minuten pro Film erforderten. Stattdessen befürwortete er straffere Episoden mit einer verkürzten Sendedauer. Darüber hinaus verhinderte die Festlegung auf die Serienrolle seiner Ansicht nach die Mitwirkung in Kinofilmen wie Das Nervenbündel, denen er sich verstärkt widmen wollte. Um die pünktliche Zahlung seines Honorars durchzusetzen, nahm er wiederholt anwaltliche Hilfe in Anspruch und setzte auch eine gerichtliche Auseinandersetzung als Druckmittel ein, indem er das Produktionsunternehmen wegen Vertragsbruch verklagte. Sein damaliger Rechtsbeistand berichtete: “Peter feels that working conditions have deteriorated so badly that he can’t continue with the series. They’ve always been five or six days late with Peter’s checks, which is not an unusual situation at Universal. But this one was two weeks overdue.” (deutsch: „Peter hat das Gefühl, dass sich die Arbeitsbedingungen so stark verschlechtert haben, dass er die Serie nicht fortsetzen kann. Sie waren mit Peters Schecks immer fünf oder sechs Tage im Rückstand, was bei Universal kein ungewöhnlicher Umstand ist. Aber dieser war zwei Wochen überfällig.“) Obwohl Sidney Sheinberg, der Präsident von Universal, sich zwischenzeitlich in einem Interview zuversichtlich zeigte, den Vorwürfen des Schauspielers erfolgreich entgegentreten zu können, lenkte die Filmgesellschaft nach mehr als vier Wochen ein. Neben weiteren Konzessionen erhöhten sie Falks Gage um 45.000 US-Dollar pro Folge und beschränkten die Länge der beiden letzten Staffelepisoden wieder auf 70 Minuten.
Der doppeldeutige englische Originaltitel entspricht in der wörtlichen Übersetzung einer „negativen Reaktion“ und drückt den für die Widersacher der Reihe typischen Überdruss aus, wiederholt Columbos aufdringliche Fragen beantworten zu müssen. Die Begriffe können kombiniert aber auch „Reaktion auf das (Film)negativ“ bedeuten, das für die Überführung des Täters in der Asservatenkammer eine entscheidende Rolle spielt.

## Besetzung und Synchronisation
Die erste deutschsprachige Synchronfassung entstand im Jahr 1977 bei der Studio Hamburg Synchron.
| Figur                 | Darsteller       | Deutscher Sprecher |
| --------------------- | ---------------- | ------------------ |
| Lieutenant Columbo    | Peter Falk       | Klaus Schwarzkopf  |
| Gaststars             |                  |                    |
| Paul Galesko          | Dick Van Dyke    | Jürgen Thormann    |
| Alvin Deschler        | Don Gordon       | Christoph Bantzer  |
| Mr. Weekly            | Larry Storch     | Günter Lüdke       |
| Frances Galesko       | Antoinette Bower | Renate Pichler     |
| Barmherzige Schwester | Joyce Van Patten | Christa Berndl     |
| Weitere Darsteller    |                  |                    |
| Ray                   | David Sheiner    | Henry Kielmann     |
| Sergeant Hoffman      | Michael Strong   | Wolfram Schaerf    |
| Lorna McGrath         | Joanna Cameron   | Heidi Berndt       |
| Thomas Dolan          | Vito Scotti      | Uwe Friedrichsen   |
| Mrs. Moyland          | Alice Backes     | Andrea Grosske     |
| Harry Lewis           | Harvey Gold      | Charles Brauer     |
| Captain Sampson       | Bill Zuckert     | Otto Kuhlmann      |
| Motelmanager          | Thom Carney      | Alexander Welbat   |
| Doktor                | Tom Signorelli   | Dénes Törzs        |
| Calvin McGruder       | John Ashton      | Horst Stark        |
| Pfarrer               | Edward Colmans   | Hans Paetsch       |
| Mrs. Charleswort      | Irene Tedrow     | Jo Wegener         |

## Rezeption
Die Fernsehzeitschrift TV Spielfilm vergab eine positive Wertung (Daumen hoch): „Unterhaltsam bis in alle Ewigkeit, amen. […] Eingefleischte Fans zählen diese ausgebuffte Episode zu den Top-10-Charts der Knittercop-Reihe. Stimmt!“
Der Autor Michael Striss wertete mit vier von vier Sternen (Höhepunkt). Er hob das stimmige Drehbuch und die herausragende Besetzung der Haupt- und Nebenrollen hervor: „Peter S. Fischer ist wiederum ein großer Wurf gelungen. Das bereits bekannte Thema »Entführung vorgetäuscht – Opfer ermordet« wurde nach »Lösegeld für einen Toten« und »Blumen des Bösen« zum dritten Mal aufgegriffen und hier perfektioniert. Alles stimmt an dieser Folge: die logisch aufgebaute Handlung, die raffinierte Falle als Höhepunkt, vor allem aber die Vielzahl von herrlich ausgespielten Kultmotiven. Dabei steht die Szene in der Armenküche ganz vorn. […] Vito Scotti und Larry Storch glänzen als skurrile Typen, ebenso Dick Van Dyke, der mit Erfolg gegen sein Image als »Everybody’s Darling« anspielt.“
Der Autor Mark Dawidziak ergänzte: „Momentaufnahme für die Ewigkeit, eine raffiniert gestaltete Episode, ist ein unterhaltsamer Beweis für Peter Fischers geniale Indizien. Der Mord scheint narrensicher zu sein, doch Columbo deckt eine Ungereimtheit nach der anderen auf. Wie Falk gesagt hat, führen die besten Indizien dazu, dass wir uns am Kopf kratzen und fragen: „Warum bin ich nicht darauf gekommen?“ Momentaufnahme für die Ewigkeit löst diese Reaktion immer wieder aufs Neue aus. Auch der Humor wird genau in den richtigen Momenten mit einbezogen. […] Die Rolle des Mörders war eine gewagte Abwechslung für Dick Van Dyke, den liebenswerten, Grimassen schneidenden Komiker, der sich als „netter Kerl“ etabliert hatte […]. […] Seine Arbeit als Columbo-Bösewicht zeigte auch, wie effektiv Van Dyke gegen den Typ spielen konnte. Es ist schade, dass sich keine weiteren Gelegenheiten für ihn ergaben, dramatische Rollen anzunehmen. Für einen wunderbaren Moment in der Folge sorgt der erfahrene Charakterdarsteller Larry Storch […], der den peniblen und nervösen Fahrprüfer Mr. Weekly spielt.“